# Rudolf Helssig
Karl Rudolf Bernhard Helssig (* 6. August 1846 in Dresden; † 30. November 1928 in Leipzig) war ein deutscher Rechtswissenschaftler und Bibliothekar.

## Wirken
Rudolf Helssig arbeitete zunächst im Gerichtsdienst, studierte dann Rechtswissenschaft an der Universität Leipzig und promovierte dort 1886. Bereits seit 1875 war er als Bibliothekar an der Universitätsbibliothek Leipzig tätig. Als Oberbibliothekar ging er dort 1920 in den Ruhestand.
Helssig hat sich als Bibliothekar insbesondere einen Namen gemacht durch die Katalogisierung der Handschriften der Universitätsbibliothek Leipzig, vor allem der juristischen  sowie der lateinischen theologischen Handschriften. Außerdem arbeitete er in Gremien des Vereins Deutscher Bibliothekare mit.

## Schriften
- Zur Lehre von der Konkurrenz der Klagen nach römischem Rechte. Frommann, Stuttgart 1887 (Dissertation Universität Leipzig 1886 u.d.T. „Beitrag zur Bestimmung des Prinzips der Klagenconcurrenz nach römischem Rechte“) (Digitalisat).
- Zum Dona nobus pacem in Beethoven's Missa solemnis. Gerhardt, Leipzig 1903.
- Die juristischen Handschriften (= Katalog der Handschriften der Universitätsbibliothek zu Leipzig, Bd. 4,3). Harrassowitz, Leipzig 1905 (Unveränderter Nachdruck: Harrassowitz, Wiesbaden 1996, ISBN 3-447-03790-3.
- Die wissenschaftlichen Vorbedingungen für Baccalaureat in Artibus und Magisterium. In: Karl Boysen (Hrsg.): Beiträge zur Geschichte der Universität Leipzig im fünfzehnten Jahrhundert. Harrassowitz, Leipzig 1909, S. 65–93.
- Max Klingers Aula-Bild. Wörner, Leipzig 1910.
- Vor vierzig Jahren.  Erinnerungen des damaligen Vizefeldwebels Helßig der 6. Komp. 3. Kgl. Sächs. Inf.-Reg. 'Kronprinz' Nr 102  an die Schlacht von St. Privat. Paul, Leipzig 1910.
- § 606 des Bürgerlichen Gesetzbuches und die Bibliotheken. In: Zentralblatt für Bibliothekswesen, Bd. 28 (1911), S. 401–411.
- Der Erwerb des Codex Utinensis und einer anderen Julianhandschrift durch Gustav Hänel. In: Zentralblatt für Bibliothekswesen, Bd. 29 (1912), S. 97–116.
- Zur Theophilus-Frage. In: Zeitschrift für Kirchengeschichte, Bd. 33 (1912), S. 529–536.
- Die theologischen Handschriften. Teil 1 (Ms 1-500) (= Katalog der lateinischen und deutschen Handschriften der Universitätsbibliothek  zu Leipzig, Bd. 4, T. 1). Hirzel, Leipzig 1926/1935, 815 S. (Unveränderter Nachdruck: Harrassowitz, Wiesbaden 1995, ISBN 3-447-03749-0).